# Абонентский ящик

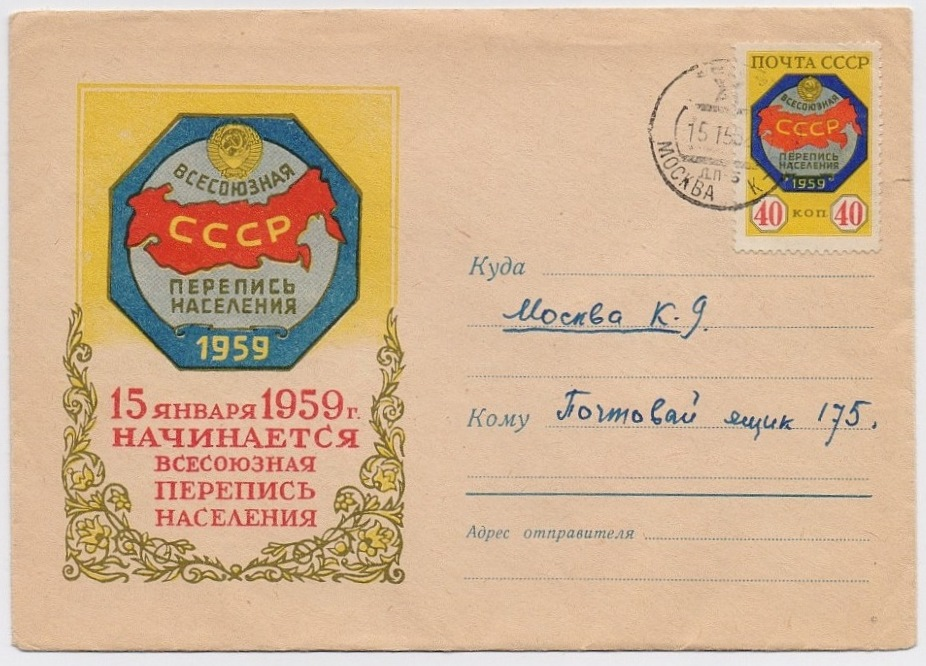
На корреспонденции, направляемой на абонентский ящик, кроме его номера, города и почтового отделения, можно не указывать любую другую информацию об адресате. Пример такого письма, отправленного в день начала Всесоюзной переписи населения 15 января 1959 года по адресу: Москва, К-9, почтовый ящик 175

Абонентский ящик (также абонементный почтовый ящик, сокращённо — а/я) — специальный шкаф с отдельными запирающимися ячейками, предназначенный для сбора и временного хранения почтовой корреспонденции (писем, почтовых карточек и небольших бандеролей). Располагается на предприятии почтовой связи и имеет соответствующий номер (или название).

## Определение
Согласно Федеральному закону Российской Федерации «О почтовой связи» (в редакции от 22.08.2004, № 122-ФЗ), «почтовый абонентский ящик — специальный запирающийся ящик, предназначенный для получения адресатами почтовых отправлений».
Кроме того, тем же законом даются следующие толкования:
- Абонентский почтовый шкаф — специальный шкаф с запирающимися ячейками, устанавливаемый в жилых домах, а также на доставочных участках, предназначенный для получения адресатами почтовых отправлений.
- Абонементный почтовый шкаф — устанавливаемый в объектах почтовой связи специальный шкаф с запирающимися ячейками, которые абонируются (арендуются) на определённый срок адресатами для получения почтовых отправлений.

## Описание
Абонентские ящики закрепляются за определённым лицом или организацией, которые абонируют эти ящики за плату. В отличие от почтового ящика, абонентский ящик находится в филиале почтового отделения, что обеспечивает частичную анонимность, поскольку информация об адресате остаётся скрытой от отправителя.
При получении корреспонденции, отправленный на номер абонентского ящика, сотрудники почтового отделения помещают её в указанную в адресе ячейку. Абонент имеет ключ, выданный ему при оформлении договора, при помощи которого он может открывать абонированную им ячейку и извлекать полученную корреспонденцию.

## Примеры по странам мира
Во многих странах существуют абонентские ящики для различных целей. Растёт количество частных компаний, предлагающих собственные услуги подобного рода под видом переадресации почтовой корреспонденции.

### Австралия и Океания

#### Австралия
В Австралии, настенные абонементные почтовые ящики бывают пяти размеров — малые, средние, большие, огромные и A4. Ящики различных размеров размещаются на стенах без всякого порядка. Существуют также именные пакеты малого и большого размера.
Можно использовать оба способа доставки (абонементный почтовый ящик и именной пакет) одновременно.

#### Новая Зеландия
В Новой Зеландии предоставляются на выбор маленький или большой абонентский ящик. Как и в других странах, можно заказывать доставку в именном пакете. Плата берётся авансом ежегодно.

### Азия
В Гонконге абонементные почтовые ящики бывают двух размеров. Они доступны во многих почтовых отделениях страны.
|  |  |

В Японии абонементные почтовые ящики есть почти во всех почтовых отделениях. Арендной платы нет, но необходимо вынимать почту регулярно (в принципе, каждый день). Абонементный почтовый ящик арендуется минимум на шесть месяцев.
На Филиппинах, некоторые почтовые отделения сдают абонентские ящики в аренду. Абонементные почтовые ящики или ячейки бывают малого, среднего или большого размера.
В Южной Корее абонентские ящики одинакового размера бывают в отдельных почтовых отделениях. Арендная плата не берётся, но необходимо забирать почту не реже раза в месяц. При подаче заявления необходимо иметь действующее удостоверение личности и личную печать для получения заказной корреспонденции. Сбор за ключ от ящика обычно около 10 000 вон. Почтамт Сеула имеет единственную в стране полностью автоматическую систему выемки почты из ящиков.

### Африка
В Намибии частные лица могут получать почту только в абонентские ящики. Даже в небольших населённых пунктах предоставляется аренда абонементных почтовых ящиков. В Виндхуке, столице и единственном большом городе, стойки с ящиками расположены повсюду, и не только в почтовых отделениях, но и в торговых центрах, пешеходных зонах и любых общественных местах.
Почта Южной Африки сдаёт абонементные почтовые ящики в аренду. Они располагаются непосредственно в почтовом отделении или поблизости. В городах, где есть аренда абонементных почтовых ящиков, почта может также доставляться на дом. В сельской местности доставка почты по уличным адресам не производится, и без абонементного почтового ящика не обойтись. В таком случае арендная плата не взимается. Именные пакеты используются для доставки получателям больших объёмов корреспонденции.

### Европа

#### Австрия
В Австрии услуга абонентского ящика стоит €9,00 (вкл. ндс) в месяц. При этом ящики устанавливаются одного размера, но бывают четырёх видов:
1. Для доставки только той почты, которая была адресована на абонентский ящик.
2. Для доставки почты, адресованной как на домашний адрес, так и на ящик.
3. То же, что и 1, но для организаций.
4. То же, что и 2, но для организаций — обычно имеются во всех почтовых отделениях страны[10].

В австрийский абонентский ящик доставляется почта, отправленная только через Почту Австрии, однако существуют частные компании, предлагающие подобную услугу для посылок или, например, анонимных отправлений.

#### Великобритания

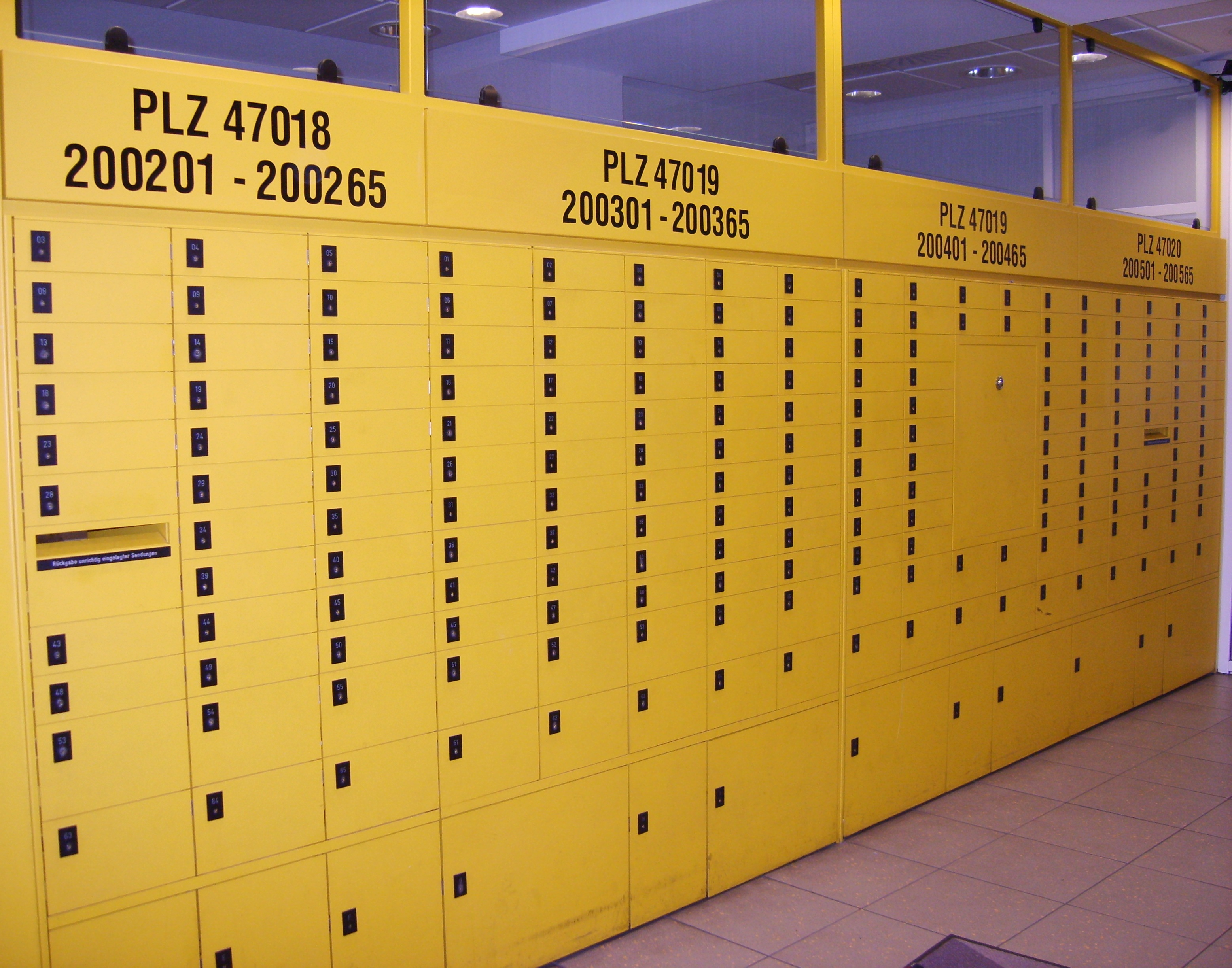
Пример абонементного почтового шкафа с абонентскими ящиками в филиале Deutsche Post

В Великобритании при подаче заявления на абонементный почтовый ящик необходимо предоставить документы, подтверждающие домашний или юридический адрес. До 2013 года, пока Королевская почта находилась в государственной собственности, было возможно подать запрос и получить географический адрес абонементного почтового ящика, кроме случаев, когда эта информация скрыта по требованию местной полиции.

#### Германия и Швейцария
В Германии и Швейцарии услуга абонентского ящика бесплатная.

#### Россия

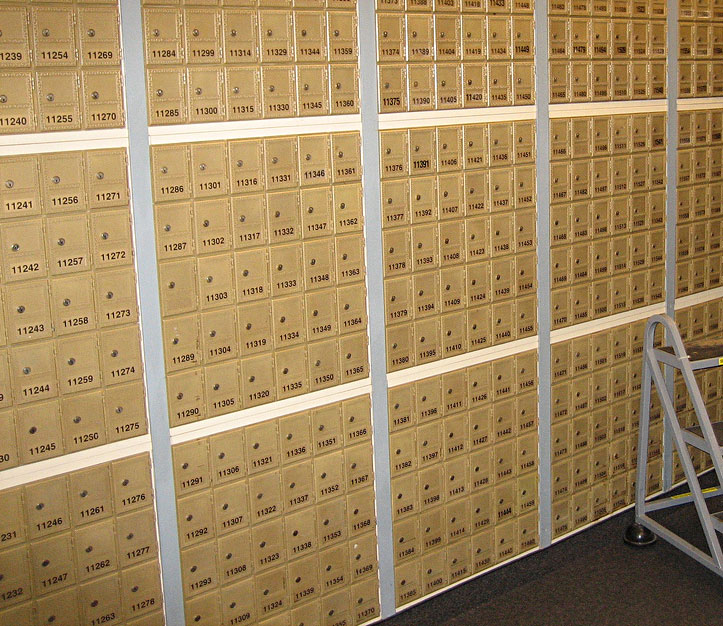
Абонентские ящики в США

В России абонементные ящики располагаются в почтовых отделениях и доступны в часы их работы. За аренду взимается плата, которая зависит от региона и порядкового номера месяца в сроке аренды (за первый месяц после заключения или продления договора арендная плата выше). В почтовых отделениях Москвы, Московской области и Уральского региона доступна услуга присвоения абонентскому ящику имени (за дополнительную плату).
Условия аренды на сайте Почты России.

### Северная Америка
В Канаде абонементные почтовые ящики бывают размеров A, B, C, D и E. Обычно они доступны во всех почтовых отделениях страны.
В Соединённых Штатах Америки абонентские ящики предоставляются Почтовой службой США. Они бывают пяти размеров. Большие ящики обычно устанавливаются ниже, а маленькие — выше. Самые маленькие ящики могут быть выдвижными. Для аренды ящика требуются два подтверждающих личность документа. Один из них должен быть с фотографией. Договор аренды ящика предусматривает, что, если ящик используется организацией, его географический адрес может быть выдан по запросу.
До недавнего времени только та почта, которая была отправлена или доставлена USPS, могла быть получена в абонементный почтовый ящик, предоставленный USPS. Однако это начинает меняться со введением новой услуги «Уличная адресация». После того, как держатель ящика подписывает разрешение, курьерские службы вроде UPS или FedEx могут производить доставку на изменённый адрес почтового отделения, где находится ящик. Почтовое отделение принимает посылку и, если она помещается в абонентский ящик, кладёт её туда, иначе поступает с ней, как если бы она была отправлена через USPS. В некоторых почтовых отделениях имеются запирающиеся ячейки. Услугу «Уличная адресация» предоставляют не все почтовые отделения, и даже там, где она есть, не каждый абонент может ею воспользоваться (например, держатели бесплатных ящиков не имеют такой возможности). Ограничения, применяемые к почтовым отправлениям через USPS, также распространяются и на посылки в рамках этой услуги. Часто срок доставки увеличивается на один рабочий день, также услуга не предусматривает получение от курьерских служб посылок с перевесом. Цифры 9998 добавочного почтового индекса означают доставку через «Уличную адресацию». Это относится и к крупным почтовым отделениям, которые выдают держателям ящиков уникальные почтовые индексы. В случае «Уличной адресации» у всех держателей ящиков один и тот же почтовый индекс, где первые пять цифр относятся к микрорайону (часто указываются на уличных знаках), а не к самим ящикам.